# Forte dei Marmi
Forte dei Marmi est une commune de la province de Lucques, dans la région Toscane, en Italie.

## Administration
| Période                                  | Période  | Identité        | Étiquette | Qualité |
| ---------------------------------------- | -------- | --------------- | --------- | ------- |
| 29 mai 2007                              | En cours | Umberto Buratti |           |         |
| Les données manquantes sont à compléter. |          |                 |           |         |

## Géographie

### Hameaux
Caranna, Vittoria Apuana, Vaiana, Roma Imperiale.

### Communes limitrophes
Montignoso, Pietrasanta, Seravezza.

## Personnalités liées à la commune
- Enrico Pea (mort en 1958), écrivain italien.
- Paolo Bertolucci (né en 1951), joueur de tennis.
- Paola de Belgique, reine des Belges de 1993 à 2013, y est née en 1937. Elle est la mère de Philippe de Belgique, roi des Belges.

## Culture

### Forte dei Marmi au cinéma
C'est sur ses plages qu'en 1973 ont été tournées de nombreuses scènes du film Péché véniel de Salvatore Samperi, avec Laura Antonelli et Alessandro Momo, Sapore di mare de Carlo Vanzina avec Virna Lisi et Christian de Sica et sa suite Sapore di te tournée une trentaine d'années plus tard, en 2014, toujours sous la direction de Carlo Vanzina, avec Nancy Brilli.

### Architecture militaire
- Fort Lorenese (XVIIIe siècle)

### Musée
- Musée de la satire et de la caricature

## Galerie

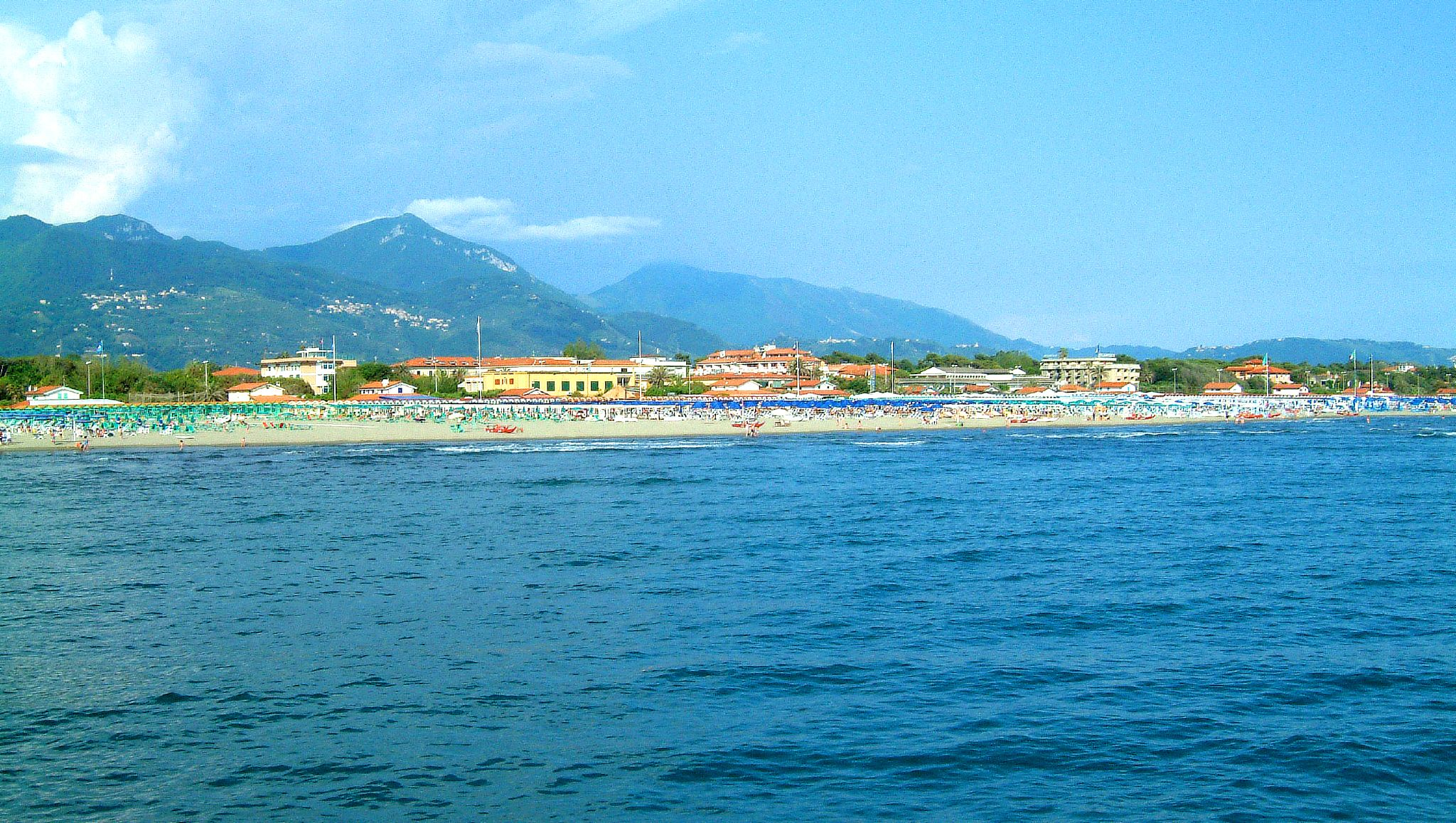
Vue générale.
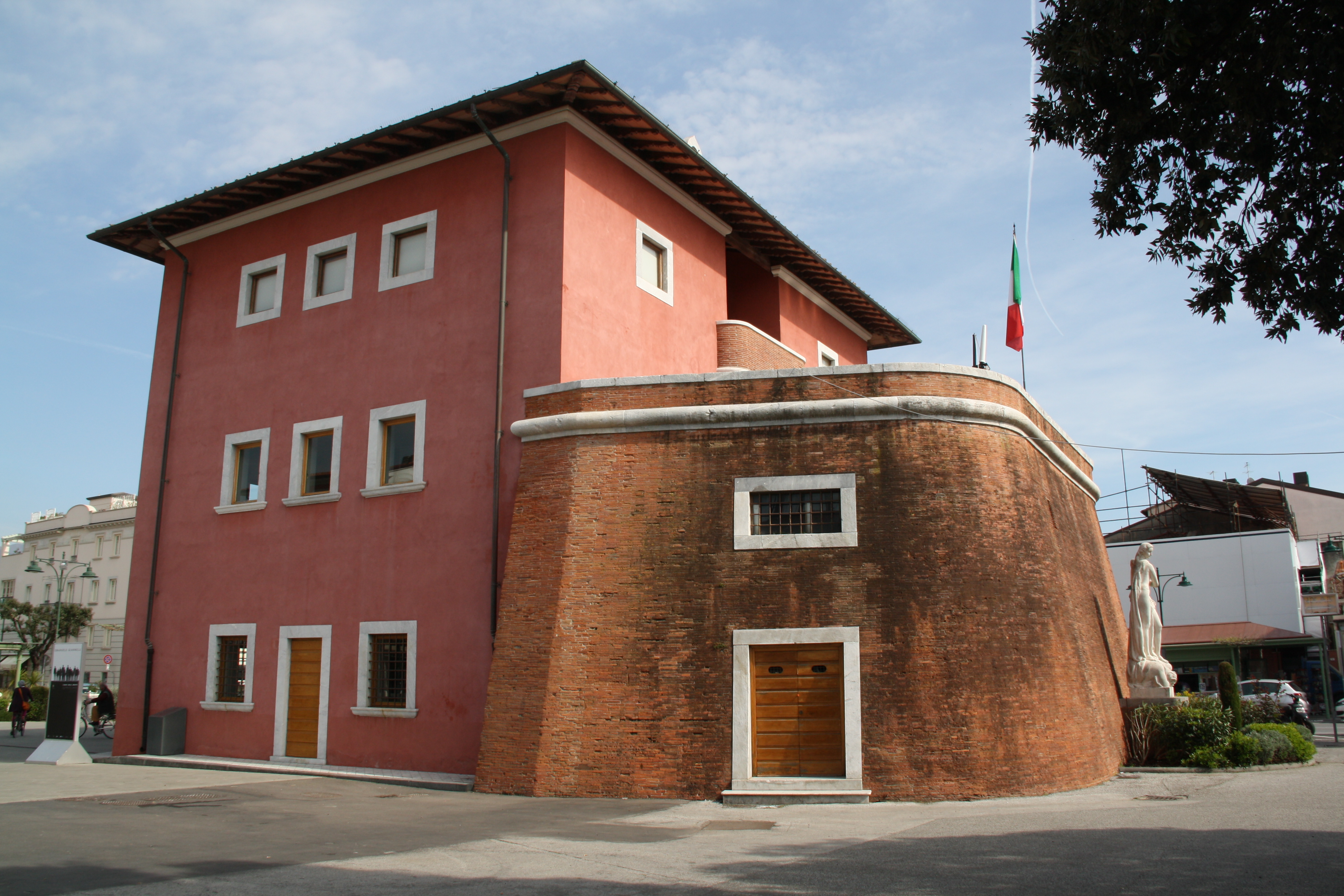
Forte Lorenese.
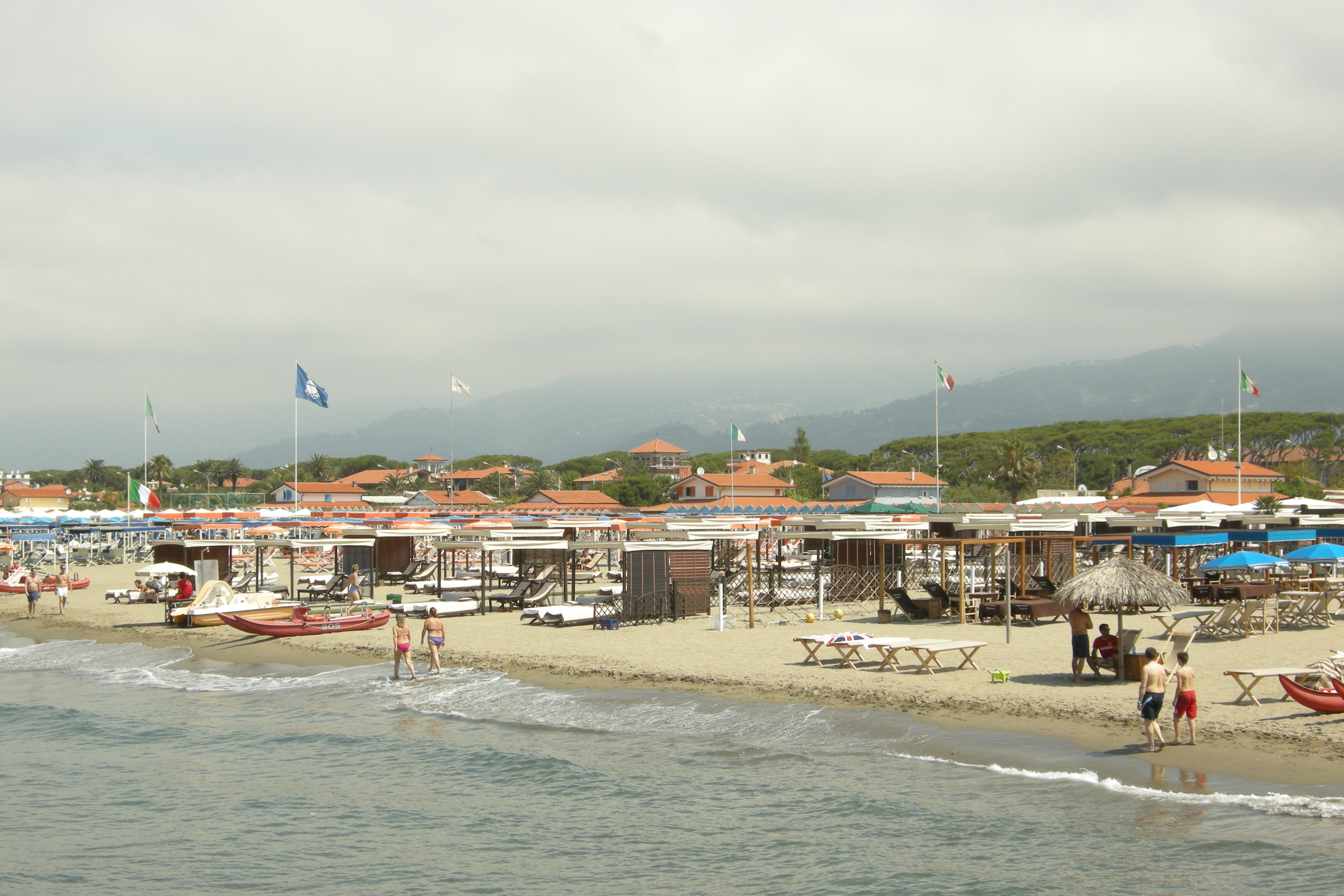
Plage.